# ستيرغوس مارينوس
ستيرغوس مارينوس (باليونانية: Στέργος Μαρίνος)‏ (17 سبتمبر 1987 بكوس في اليونان - ) هو لاعب كرة قدم يوناني في مركز الوسط. شارك مع منتخب اليونان تحت 19 سنة لكرة القدم ومنتخب اليونان تحت 21 سنة لكرة القدم ومنتخب اليونان لكرة القدم. أما مع النوادي، فقد لعب مع باناثينايكوس ونادي أتروميتوس ونادي رويال شارلروا.

## مسيرته الكروية
لعب ستيرغوس مارينوس خلال مسيرته الاحترافية مع 3 أندية في ستة عشر موسمًا وسجل خلالها 4 أهداف ضمن 278 مباراة. حيث فاز في موسم واحد بالكأس وفي موسم واحد بالدوري.
خاض ستيرغوس مارينوس مسيرته مع نادي أتروميتوس في موسم 2005–06 ليلعب معه خمسة مواسم، مشاركًا في 38 مباراة ولم يسجل أي هدف. ثم انتقل إلى نادي باناثينايكوس في موسم 2009–10 ليلعب معه أربعة مواسم، حيث شارك في 74 مباراة سجل خلالها هدفًا واحدًا. لينتقل بعدها إلى نادي رويال شارلروا في موسم 2013–14 ليلعب معه سبعة مواسم، مشاركًا في 166 مباراة سجل خلالها 3 أهداف.

## روابط خارجية
- ستيرغوس مارينوس على موقع قاعدة بيانات كرة القدم.إي يو (الإنجليزية)
- ستيرغوس مارينوس على موقع ناشيونال فوتبول تيمز (الإنجليزية)
- ستيرغوس مارينوس على موقع Soccerway.com (الإنجليزية)
- ستيرغوس مارينوس على موقع عالم كرة القدم.نت (الإنجليزية)
- ستيرغوس مارينوس على موقع AS.com (الإسبانية)